# Багиров, Закир Джавад оглы
Закир Джавад оглы Багиров (азерб. Zakir Cavad oğlu Bağırov; 16 [29] марта 1916, Шуша, Кавказское наместничество — 8 января 1996, Баку) — азербайджанский советский композитор, Заслуженный деятель искусств Азербайджанской ССР (1960).

## Биография
Закир Багиров родился 16 марта 1916 года в городе Шуша. В 1949 году окончил Московскую государственную консерваторию. С 1949 года являлся преподавателем в Азербайджанской государственной консерватории. С 1970 года был заведующим кафедрой теории музыки.
Закир Багиров является автором оперы «Айгюн» (1972) и «Старик Хоттабыч», оперетт «Песня нашего села» (1958) и «Свекровь» (1964), сюит для оркестра народных инструментов (1956, 1969), концерта для фортепиано и оркестра (1970), импровизации для органа и фуги (1973), камерно-инструментальных произведений и романсов. Багиров написал музыку ко многим драматическим произведениям и кинофильмам. На основе опер Узеира Гаджибекова «Лейли и Меджнун» и «Асли и Керем», а также мугама «Чахаргях» написал сольное произведение для арфы

## Награды
- Заслуженный деятель искусств Азербайджанской ССР (24.05.1960)
- Орден «Знак Почёта» (09.06.1959)[1]
- Медаль «За трудовое отличие» (22.08.1986)